# Allan Alaalatoa

a Compétitions nationales et continentales officielles uniquement.

b Matchs officiels uniquement.
Dernière mise à jour le 17 mars 2021.
Allan Alaalatoa, né le 28 janvier 1994 à Sydney (Australie), est un joueur international australien d'origine samoane de rugby à XV jouant au poste de pilier. Il évolue avec la franchise des Brumbies en Super Rugby depuis 2014.
Il est fils de l'ancien joueur de rugby à XV samoan Vili Alaalatoa, et le frère cadet du pilier du Leinster, Michael Alaalatoa.

## Carrière

### En club
Allan Alaalatoa commence sa carrière professionnelle en 2013 avec le club de Southern District en Shute Shield.
Repéré par la franchise des Brumbies qui évolue en Super Rugby, il fait partie du groupe élargi en 2014. Il fait ses débuts dans cette compétition le 19 juillet 2014 contre les Chiefs. Il prolonge peu après son engagement avec l'équipe de Canberra pour deux années supplémentaires.
En 2014 toujours, il fait ses débuts en National Rugby Championship avec l'équipe des Canberra Vikings.
En 2020, il devient le capitaine des Brumbies, succédant à Christian Lealiifano. Dès sa première saison en fonction, il remporte le Super Rugby AU, après une finale remportée face aux Queensland Reds.

### En équipe nationale
Allan Alaalatoa a la particularité d'avoir joué pendant trois années consécutives avec l'équipe d'Australie des moins de 20 ans en 2012, 2013 et 2014,,.
Il est appelé à jouer pour la première fois avec les Wallabies en juin 2016 par le sélectionneur Michael Cheika.
Il obtient sa première cape internationale avec l'équipe d'Australie le 20 août 2016 à l’occasion d’un match contre l'équipe de Nouvelle-Zélande à Sydney.
En août 2019, il est sélectionné dans le groupe australien pour disputer la Coupe du monde au Japon. Il dispute quatre matchs lors de la compétition, contre les Fidji, le pays de Galles, la Uruguay et l'Angleterre.
En juin 2023, il est sélectionné par Eddie Jones pour participer au Rugby Championship 2023,. Capitaine lors du troisième et dernier match contre la Nouvelle-Zélande (7-38), il subit durant la rencontre une rupture d'un tendon d'Achille, ce qui le contraint à renoncer à une sélection pour la Coupe du monde en France.

## Statistiques
Au 17 mars 2025, Allan Alaalatoa compte 79 capes en équipe d'Australie, dont 45 en tant que titulaires, depuis le 20 août 2016 contre l'équipe de Nouvelle-Zélande à Sydney. Il a inscrit 5 points soit 1 essai.
Il participe à cinq éditions du Rugby Championship, en 2016, 2017, 2018, 2019 et 2020. Il dispute vingt-et-une rencontres dans cette compétition.

## Palmarès

### En franchise
- Vainqueur du Super Rugby AU en 2020 avec les Brumbies.

### Distinctions personnelles
- Membre de l'équipe type du Super Rugby en 2017[21] et 2025.